# Volksbefragung über die gleichgeschlechtliche Ehe in Slowenien 2015

Wappen Sloweniens

Am 20. Dezember 2015 fand in Slowenien eine Volksbefragung über die Einführung der gleichgeschlechtlichen Ehe statt. Das Gesetz wurde außer Kraft gesetzt, da eine deutliche Mehrheit der Wähler dagegen votierte und das Mindestquorum von 20 % Nein-Stimmen an der gesamten wahlberechtigten Bevölkerung erreicht wurde.

## Vorgeschichte
Am 3. März 2015 billigte das Parlament von Slowenien mit 51 zu 28 Stimmen ein Gesetz, wonach die Ehe nicht mehr als eine „Verbindung von Mann und Frau“ sondern als „Verbindung zwischen zwei Personen“ festgeschrieben werden sollte, somit ging mit der Gesetzesänderung auch ein vollständiges Adoptionsrecht für gleichgeschlechtliche Paare einher. Das Oberhaus Sloweniens stimmte mit 24 zu 13 Stimmen dagegen, ein Veto gegen das Gesetz einzulegen, zugleich sammelten konservative Gegner des Gesetzes, einschließlich die von katholischen Gruppen unterstützte „Koalition für Kinder“ die erforderlichen 80.000 Unterschriften zur Herbeiführung eines Referendums über dieses Gesetz, in Hoffnung ihre Einführung zu verhindern. Am 26. März 2015 blockierte die slowenische Nationalversammlung mit 53 zu 21 Stimmen das Referendum, da es ihrer Ansicht nach gegen den Artikel 90 der slowenischen Verfassung verstößt, der vorschreibe, dass Volksbefragungen über Grund- und Menschenrechte nicht zulässig seien. Nach der Beschwerde der Initiatoren der Petition gegen das Gesetz, erklärte das slowenische Verfassungsgericht am 22. Oktober 2015, dass das Parlament nicht die Kompetenz darüber habe, zu entscheiden ob ein Referendum gültig sei oder nicht. Am 5. November 2015 legte das slowenische Parlament mit 60 zu 11 Stimmen den 20. Dezember 2015 als Abstimmungstermin für das Referendum fest.
Gemäß Artikel 90 der Verfassung der slowenischen Republik ist es nur möglich, dass ein Gesetz per Referendum abgelehnt wird, wenn eine Mehrheit der wahlberechtigten Bevölkerung dagegen stimmt und mindestens 20 % der wahlberechtigten Bevölkerung also mindestens 343.104 Wähler (etwa 20 % der 1,7 Millionen Wahlberechtigten) das Gesetz ablehnen.
Bereits 2012 würde per Volksabstimmung mit 54,55 % Nein-Stimmen ein Gesetz verhindert, das die Rechte von gleichgeschlechtlichen Partnerschaften ausgeweitet hätte.
Die katholische Kirche sowie Papst Franziskus plädierten für ein „Nein“ beim Referendum. Etliche EU-Politiker darunter Violeta Bulc sowie alle Parteien im Parlament, außer der SDS und der NSI plädierten für ein „Ja“ beim Referendum.

## Meinungsumfragen
Eine Umfrage des Wahlforschungsinstituts Delo Stik, die im Februar 2015 durchgeführt wurde, ergab, dass eine Mehrheit von 51 % der Befragten der Gesetzesinitiative zustimmen, während 42 % sie ablehnen.
Eine weitere Umfrage, durchgeführt von Ninamedia, im März 2015 stellte nun fest, dass 42 % der Befragten das Gesetz unterstützen und 54 % es ablehnen. Die höchste Zustimmungsrate wurde bei Personen unter 30 Jahren und bei Bewohnern der slowenischen Küstenregion Primorska festgemacht.
Eine im November 2015 durchgeführte Meinungsumfrage ergab, dass 46 % der Befragten das Gesetz unterstützen und 54 % sie ablehnen. Die Umfrage teilte die Umfrageteilnehmer in verschiedene Gruppen mit deutlichen Meinungsverschiedenheiten auf. Frauen, Atheisten und Menschen, die in Städten lebten, befürworteten mehrheitlich das im Referendum zu Frage stehende Gesetz, im Gegensatz dazu lehnte eine deutliche Mehrheit der Männer, Katholiken und Landbevölkerung sie ab. Zudem stellte sie eine voraussichtlich niedrige Wahlbeteiligung fest und somit wahrscheinlich ein nichtbindendes Ergebnis.
| Veröffentlichung | Umfrageinstitut | Dafür  | Dagegen | Unentschieden / Weiß nicht |
| ---------------- | --------------- | ------ | ------- | -------------------------- |
| Veröffentlichung | Umfrageinstitut |        |         | Unentschieden / Weiß nicht |
| 18. Dez          | Ninamedia       | 38,3 % | 49.5%   | 12,2 %                     |
| 16. Dez          | Episcenter      | 48.5 % | 51.5%   | 0 %                        |
| 16. Dez          | Delo            | 43%    | 40 %    | 17 %                       |
| 30. Nov          | Večer           | 48%    | 45,7 %  | 6,3 %                      |
| 30. Nov          | Delo            | 42%    | 41 %    | 17 %                       |
| 22. Nov          | Episcenter      | 46 %   | 54%     | 0 %                        |
| 30 Mai           | Eurobarometer   | 54%    | 40%     | 6 %                        |
| 14 März          | Ninamedia       | 42 %   | 54%     | 4 %                        |
| 16. Feb          | Delo            | 51%    | 42 %    | 7 %                        |

## Ergebnisse
Die Vorauswahl begann am Dienstag, den 15. Dezember 2015. Das Ergebnis wurde am 20. Dezember 2015 nach der Schließung aller Wahllokale bekanntgegeben. Der Gesetzesentwurf wurde mit einer Mehrheit der teilnehmenden Stimmberechtigten abgelehnt, und das notwendige Quorum von 20 % wurde ebenso erfüllt. Somit war das Referendum verfassungsrechtlich bindend.

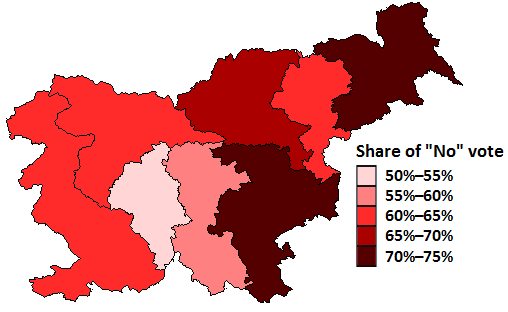
Prozentualer Anteil von „Nein-Stimmen“ in den jeweiligen Wahlkreisen

| Wahl                                                          | Stimmen   | %      |
| ------------------------------------------------------------- | --------- | ------ |
| Nein                                                          | 394,482   | 63,51  |
| Ja                                                            | 226,651   | 36.49  |
| Ungültige Stimmen                                             | 2,356     | 0,38   |
| Abgegebene Stimmen                                            | 623,489   | 36.38  |
| Stimmberechtigte                                              | 1,715,518 | 100.00 |
| Quelle: Government of Slovenia, Electoral Committee statement |           |        |